# Boy Meets Girl (1984)
Boy Meets Girl ist ein französisches Liebesdrama von Leos Carax aus dem Jahr 1984.

## Handlung
Am 24. Mai 1983, nachts in Paris: Maïté wurde von ihrem Mann Henri aus der gemeinsamen Wohnung geworfen. Sie fährt nach Paris und wirft seine Gemälde und Gedichte in die Seine. Am Fluss steht auch Thomas, der ein Verhältnis mit der Freundin seines besten Freundes Alex, Florence, hat. Alex geht zu Thomas. Äußerlich ruhig erklärt er ihm, wie er herausgefunden hat, dass Florence ihn betrügt. Er habe ihr gesagt, dass sie ein Schatz sei, doch habe sie ihn falsch verstanden und angenommen, dass er ihr vorgeworfen habe, einen Liebhaber zu haben („T’es un amour“/„T’as un amant“) und alles zugegeben. Plötzlich beginnt Alex, Thomas zu würgen, lässt jedoch von ihm ab, als er ein Messer zieht. Er stößt ihn stattdessen in die Seine und geht. Unterdessen verlässt Bernard die Wohnung, in der er mit der jungen Mireille lebt. Er redet nicht mehr mit ihr. Nur durch die Gegensprechanlage des Hauses macht er ihr kurz darauf deutlich, dass er nichts mehr mit ihrer Beziehung anfangen könne und sich einrede, dass Mireille schlecht sei, auch wenn er wisse, dass dies nicht der Wahrheit entspreche. Bernard bemerkt nicht, dass er bei seinem Gespräch von Alex belauscht wird, der unweit der Haustür steht. Er folgt Bernard in ein Café, wo dieser beim Bezahlen einen Zettel verliert. Es handelt sich um eine Einladung an Bernard und Mireille von einer gewissen Helen. Sie gibt eine Feier anlässlich des zehnten Todestages ihres Bruders Stan.
Alex geht nach Hause. Auf seiner Tapete hat er in einem Stadtplan von Paris zahlreiche erste Male notiert: das Kennenlernen mit Florence 1980, seine Geburt 1960, seinen ersten Kuss, Tage seiner Erziehung. Nun notiert er seinen ersten Mordversuch. Später beginnt er auf einer Schreibmaschine mit einem Drehbuchentwurf über Florence und Thomas. Während er schreibt, zerbricht in der Nachbarwohnung die Beziehung eines Mannes und einer Frau, Anna, die später das Haus verlässt. Auch Alex beginnt erneut, die Straßen von Paris bei Nacht zu durchwandern, wobei er Musik hört. Am nächsten Tag stiehlt er in einem Laden LPs, die er Florence an die Wohnungstür hängt. Seinen Drehbuchbeginn schiebt er unter ihrer Tür durch. Am Abend begibt sich Alex zur Feier von Helen, wobei er sich als Bernards Freund ausgibt. Helen zeigt ihm die wichtigsten Gäste der Feier, darunter auch Mireille. In einer Kartei findet er ihre Telefonnummer und schreibt sie ab. Er sieht sie kurz darauf im Bad, sie verharrt in einer Pose, eine offene Schere über ihren Pulsadern. Kurze Zeit später erscheint sie bei ihm in der Küche. Sie hat sich die langen Haare abgeschnitten. Alex und Mireille kommen ins Gespräch, er berichtet, am nächsten Tag zur Armee gehen zu müssen, gesteht ihr seine Versuche, Filmemacher zu werden, und wie Florence ihn verlassen hat. Sie erzählt ihm, wie sie vor einem Jahr von Blois nach Paris gekommen ist, um Bernard nahezusein, und wie Bernard sie verachtet. Mehrfach hat sie bereits versucht, sich das Leben zu nehmen. Halb in Gedanken und halb real gesteht Alex ihr am Ende der Feier seine Liebe. Sie verlassen die Feier gemeinsam, doch trennen sich ihre Wege. Später in der Nacht versucht Alex sie telefonisch zu erreichen, doch geht sie nicht an den Apparat. Er rennt zu ihr und umarmt sie in ihrer Wohnung stürmisch von hinten. Sie wendet sich ihm sterbend zu und bittet ihn, ihr zu helfen. Erst durch einen Perspektivwechsel wird deutlich, dass sie bei seiner Ankunft in der Wohnung erneut die Schere aufgeklappt vor sich hatte und sie vor ihm in ihrer Kleidung verbarg. Seine Umarmung stieß die Schere in ihren Körper. Alex fällt leblos neben sie, Mireille bricht kurz darauf zusammen.

## Produktion
Boy Meets Girl war das Langfilm-Regiedebüt von Leos Carax. Er realisierte den Film in Schwarz-Weiß, die Dreharbeiten fanden 1983 in Paris statt. Die Filmbauten stammen von Jean Bauer und Serge Marzolff. Im Film sind die Lieder When I Live My Dream von David Bowie, Holiday in Cambodia von den Dead Kennedys sowie Je suis venue te dire que je m’en vais in einer Interpretation von Jo Lemaire zu hören.
Boy Meets Girl erlebte im Mai 1984 im Rahmen der Semaine de la Critique der Internationalen Filmfestspiele von Cannes seine Premiere und lief am 21. November 1984 in den französischen Kinos an. In Deutschland kam er erst am 10. September 1992 – nach Carax’ Erfolg mit Die Liebenden von Pont-Neuf – in die Kinos, wobei er im Original mit Untertiteln lief.

## Kritik
Der film-dienst nannte Boy Meets Girl einen „irritierende[n] und betörende[n] Erstlingsfilm“, der „in seiner inneren Logik ausschließlich den ‚Gesetzen‘ des Kinos und der Gefühle, die es auslöst“, gehorche. Für Cinema war es eine „[e]igenwillige Geschichte in faszinierenden Bildern“.

## Auszeichnungen
Auf den Internationalen Filmfestspielen von Cannes 1984 gewann der Film den Prix de la jeunesse im Bereich französischer Film. Im selben Jahr wurde er auf dem Chicago International Film Festival für einen Goldenen Hugo als Bestes Regiedebüt nominiert. Im Jahr 1985 erhielt der Film zudem eine César-Nominierung in der Kategorie Bestes Erstlingswerk.